# Марк Вебстер

Марк Вебстер (англ. Mark Webster, нар. 12 серпня 1983)  — валлійський професійний гравець в дартс, чемпіон світу (BDO) з дартсу 2008 року. Перш ніж стати професійним гравцем у дартс, Марк працював сантехніком.

## Кар'єра
Починаючи з 2009 року Вебстер розпочав брати участь в турнірах PDC. У 2010 році вперше брав участь в чемпіонаті світу PDC.